# Roberto Cereceda
Roberto Andrés Cereceda Guajardo  (Santiago, Chile, 10 de octubre de 1984) es un futbolista chileno. Juega de defensa lateral izquierdo en San Antonio Unido de la Segunda División Profesional de Chile. Es uno de los nueve jugadores que jugó en los tres súper grandes del fútbol chileno: Colo-Colo, Universidad de Chile y Universidad Católica.

## Trayectoria
Debutó por Audax Italiano el año 2002. Estuvo con los itálicos hasta el año 2007, donde fue transferido a Colo-Colo para llenar la plaza dejada por José Luis Jerez y por Arturo Vidal.

### Dopaje
Cereceda, tras el partido de Colo-Colo contra Universitario de Sucre por la Copa Sudamericana, disputado el 17 de agosto de 2010 en Bolivia, fue sometido a un control de dopaje, el cual arrojó positivo en consumo de cocaína. El resultado fue confirmado en un segundo análisis realizado a la muestra realizado el 7 de octubre. El jugador arriesgaba una sanción de dos años por parte de la CONMEBOL.
Tras cinco meses del incidente, la CONMEBOL finalmente lo sanciona con seis meses de inhabilitación, debido a que el laboratorio donde se realizó la muestra no es reconocido por FIFA. Así el jugador estaría habilitado para volver a las canchas a mediados de abril.
A mediados de abril y pese a que el club le brindó apoyo, Cereceda decide solicitar un aumento de sus pretensiones económicas, con lo que finalmente no llega a un acuerdo con la dirigencia alba, descartando su renovación en el plantel 2011 de Colo-Colo.

### Universidad Católica
Tras haber estado entrenando con los juveniles de Audax Italiano y con la Selección Chilena al mando de Claudio Borghi, en julio de 2011 ficha en la Universidad Católica. Desde los primeros partidos Roberto presenta una gran calidad de juego, sorprendiendo a todos, ya que había permanecido casi 8 meses fuera de las canchas. En el Clausura 2011 marca su primer gol con la camiseta cruzada en el 1-1 frente a Huachipato el 20 de agosto. El 16 de octubre, Cereceda marcó un gol importante anotando el 4-0 en el partido frente a su ex club, Colo-Colo, donde Universidad Católica vencería por ese marcador en el Estadio San Carlos de Apoquindo.
El 16 de noviembre de 2011, Cereceda jugó la final de la Copa Chile 2011 frente a Magallanes, cuyo partido terminó 1-0 a favor de la UC, quedando con un 1-1 en el global, ya que Magallanes ganó 1-0 la ida en San Carlos de Apoquindo, y cuya Copa se dirimió a través de una definición por penales. Cereceda anotó el penal del triunfo con el cual los cruzados se quedaron con la Copa. También Cerececa participó por el club en la Copa Sudamericana 2011, donde la UC llegó hasta octavos de final tras caer con Vélez Sarsfield tras perder 0-2 en la ida y empatar a 1 tanto en la vuelta.
Tras haber acabado quintos en la Tabla de posiciones y así clasificar a los Play-Offs, Cereceda con la UC solo llegó a semifinales, donde fueron eliminados por Universidad de Chile tras haber perdido 1-2 en la ida y ganar 2-1 en la vuelta, perdiendo debido a la ubicación en la tabla, la cual era inferior a la del equipo rival.

### Universidad de Chile
Tras un semestre en el cuadro cruzado, Cereceda firmó contrato con el club Universidad de Chile habiendo tenido un acuerdo con aquel equipo antes de la disputa de las semifinales del Torneo Clausura (entre los mismos cuadros universitarios), lo que la dirigencia de Universidad Católica condenó en un comunicado oficial tratándolo de inaceptable ética y deportivamente. De esta forma se transformó en uno de los 7 futbolistas que han pasado por los tres equipos denominados "grandes" del fútbol chileno: Colo-Colo, Universidad Católica y Universidad de Chile.
En el Apertura 2012, Cereceda marcó su primer gol por el club el 3 de marzo del mismo año en la victoria por 3-1 frente a Cobresal. Durante la final de vuelta del torneo frente a O'Higgins, Cereceda entró en los últimos minutos del partido, dando la asistencia a Guillermo Marino para que marcase el 2-1 con el que se empató la serie (O'Higgins había ganado 2-1 en la ida) y que permitió que ambos equipos definieran mediante lanzamientos penales (definición que ganaría el conjunto azul y que le dio el primer tricampeonato de su historia).

### Figueirense
A mediados de 2014, Cereceda es cedido al Figueirense. El Eléctrico tuvo minutos en cancha y fue fundamental en el equipo, lo que le permitió al club brasileño salvarse de categoría. Sin embargo, tras la finalización del Brasileirão, regresó a la Universidad de Chile.
El 23 de febrero de 2015 se anuncia su desvinculación de la 'U' para volver al equipo de Brasil.

## Selección nacional
En el proceso clasificatorio de la CONMEBOL para la Copa Mundial de 2010, llamó la atención del director técnico de la selección chilena, Marcelo Bielsa, quien lo convocó para el equipo, y fue titular en los partidos ante Bolivia y Venezuela (ambos de visita) en la plaza de volante izquierdo. Sin embargo, finalmente quedó descartado para participar en el Mundial de Sudáfrica por su poca polivalencia a comparación con su compañero Jean Beausejour y Marco Estrada. Tras el Mundial jugó sus últimos dos partidos internacionales ante Emiratos Árabes Unidos y Omán en octubre de 2010, anotando un gol de penal ante el primero.
En junio de 2011 los medios de todo el mundo publicaron una serie de fotografías en las que Cereceda estaba siendo desnudado en broma, en plena práctica, por un grupo de jugadores chilenos (Claudio Bravo, Jorge Valdivia, Jean Beausejour y Gonzalo Jara) mientras la Roja se preparaba para disputar la Copa América de ese año. La naturaleza de la broma, así como la presencia en el complejo Juan Pinto Durán de Cereceda (que en ese entonces no tenía club y había dejado de ser convocado a la selección), pusieron de manifiesto la falta de disciplina del equipo dirigido por Claudio Borghi, en comparación con la era Bielsa.

### Participaciones en Clasificatorias a Copas del Mundo
| Eliminatorias                    | País      | Resultado   | Posición | PJ | Goles |
| -------------------------------- | --------- | ----------- | -------- | -- | ----- |
| Clasificatorias a Sudáfrica 2010 | Sudáfrica | Clasificado | 2º       | 10 | 0     |

### Partidos internacionales
Actualizado hasta el 12 de octubre de 2010.
| 1     | 25 de abril de 2006      | El Teniente, Rancagua, Chile                      | Chile                  | 4-1 | Nueva Zelanda     |                 | Amistoso                         |
| 2     | 23 de mayo de 2007       | Sylvio Cator, Puerto Príncipe, Haití              | Haití                  | 0-0 | Chile             |                 | Amistoso                         |
| 3     | 2 de junio de 2007       | Ricardo Saprissa, San José, Costa Rica            | Costa Rica             | 2-0 | Chile             |                 | Amistoso                         |
| 4     | 26 de enero de 2008      | Olímpico, Tokio, Japón                            | Japón                  | 0-0 | Chile             |                 | Amistoso                         |
| 5     | 30 de enero de 2008      | Mundialista, Seúl, Corea del Sur                  | Corea del Sur          | 0-1 | Chile             |                 | Amistoso                         |
| 6     | 4 de junio de 2008       | El Teniente, Rancagua, Chile                      | Guatemala              | 2-0 | Chile             |                 | Amistoso                         |
| 7     | 7 de junio de 2008       | Chiledeportes, Valparaíso, Chile                  | Panamá                 | 0-0 | Chile             |                 | Amistoso                         |
| 8     | 15 de junio de 2008      | Hernando Siles, La Paz, Bolivia                   | Bolivia                | 0-2 | Chile             |                 | Clasificatorias a Sudáfrica 2010 |
| 9     | 19 de junio de 2008      | Olímpico, Puerto La Cruz, Venezuela               | Venezuela              | 2-3 | Chile             |                 | Clasificatorias a Sudáfrica 2010 |
| 10    | 20 de agosto de 2008     | Ismetpasa Stadi, İzmit, Turquía                   | Turquía                | 1-0 | Chile             |                 | Amistoso                         |
| 11    | 7 de septiembre de 2008  | Nacional, Santiago, Chile                         | Chile                  | 0-3 | Brasil            |                 | Clasificatorias a Sudáfrica 2010 |
| 12    | 10 de septiembre de 2008 | Nacional, Santiago, Chile                         | Chile                  | 4-0 | Colombia          |                 | Clasificatorias a Sudáfrica 2010 |
| 13    | 24 de septiembre de 2008 | LA Memorial Coliseum, Los Ángeles, EEUU           | Chile                  | 1-0 | México            |                 | Amistoso                         |
| 14    | 12 de octubre de 2008    | Olímpico Atahualpa, Quito, Ecuador                | Ecuador                | 1-0 | Chile             |                 | Clasificatorias a Sudáfrica 2010 |
| 15    | 18 de enero de 2009      | Lockhart Stadium, Fort Lauderdale, Estados Unidos | Chile                  | 0-2 | Honduras          |                 | Amistoso                         |
| 16    | 29 de marzo de 2009      | Monumental, Lima, Perú                            | Perú                   | 1-3 | Chile             |                 | Clasificatorias a Sudáfrica 2010 |
| 17    | 2 de abril de 2009       | Nacional, Santiago, Chile                         | Chile                  | 0-0 | Uruguay           |                 | Clasificatorias a Sudáfrica 2010 |
| 18    | 27 de mayo de 2009       | Estadio Nagai, Osaka, Japón                       | Chile                  | 0-4 | Japón             |                 | Copa Kirin                       |
| 19    | 29 de mayo de 2009       | Fukuda Denshi Arena, Chiba, Japón                 | Chile                  | 1-1 | Bélgica           |                 | Copa Kirin                       |
| 20    | 12 de agosto de 2009     | Brøndby Stadion, Brøndby, Dinamarca               | Dinamarca              | 1-2 | Chile             |                 | Amistoso                         |
| 21    | 5 de septiembre de 2009  | Monumental, Santiago, Chile                       | Chile                  | 2-2 | Venezuela         |                 | Clasificatorias a Sudáfrica 2010 |
| 22    | 9 de septiembre de 2009  | Roberto Santos, Salvador de Bahía, Brasil         | Brasil                 | 4-2 | Chile             |                 | Clasificatorias a Sudáfrica 2010 |
| 23    | 14 de octubre de 2009    | Estadio Monumental, Santiago, Chile               | Chile                  | 1-0 | Ecuador           |                 | Clasificatorias a Sudáfrica 2010 |
| 24    | 4 de noviembre de 2009   | Estadio CAP, Talcahuano, Chile                    | Chile                  | 2-1 | Paraguay          |                 | Amistoso                         |
| 25    | 17 de noviembre de 2009  | Štadión pod Dubňom, Žilina, Eslovaquia            | Eslovaquia             | 1-2 | Chile             |                 | Amistoso                         |
| 26    | 20 de enero de 2010      | Bicentenario, Coquimbo, Chile                     | Chile                  | 2-1 | Panama            |                 | Amistoso                         |
| 27    | 5 de mayo de 2010        | Tierra de Campeones, Iquique, Chile               | Chile                  | 2-0 | Trinidad y Tobago |                 | Amistoso                         |
| 28    | 16 de mayo de 2010       | Azteca, Ciudad de México, México                  | México                 | 1-0 | Chile             |                 | Amistoso                         |
| 29    | 26 de mayo de 2010       | Municipal, Calama, Chile                          | Chile                  | 3-0 | Zambia            |                 | Amistoso                         |
| 30    | 31 de mayo de 2010       | Bicentenario, Chillán, Chile                      | Chile                  | 1-0 | Irlanda del Norte |                 | Amistoso                         |
| 31    | 9 de octubre de 2010     | Zayed Sports City Stadium, Abu Dabi, EAU          | Emiratos Árabes Unidos | 0-2 | Chile             | Anotado · Penal | Amistoso                         |
| 32    | 12 de octubre de 2010    | Al-Seeb, Seeb, Omán                               | Omán                   | 0-1 | Chile             |                 | Amistoso                         |
| Total | Total                    | Total                                             | Presencias             | 32  | Goles             | 1               |                                  |

| Selección chilena | Selección chilena | Selección chilena |
| Año               | Partidos          | Goles             |
| ----------------- | ----------------- | ----------------- |
| 2006              | 1                 | 0                 |
| 2007              | 2                 | 0                 |
| 2008              | 12                | 0                 |
| 2009              | 11                | 0                 |
| 2010              | 7                 | 1                 |
| Total             | 32                | 1                 |

## Clubes
| Club                 | País   | Año       | Partidos | Goles |
| -------------------- | ------ | --------- | -------- | ----- |
| Audax Italiano       | Chile  | 2002-2007 | 118      | 6     |
| Colo-Colo            | Chile  | 2007-2011 | 95       | 4     |
| Universidad Católica | Chile  | 2011      | 30       | 3     |
| Universidad de Chile | Chile  | 2012-2014 | 102      | 3     |
| Figueirense          | Brasil | 2014-2015 | 41       | 0     |
| Universidad de Chile | Chile  | 2015      | 1        | 0     |
| Unión La Calera      | Chile  | 2016      | 13       | 4     |
| Palestino            | Chile  | 2016-2017 | 48       | 1     |
| O'Higgins            | Chile  | 2018-2021 | 77       | 3     |
| Audax Italiano       | Chile  | 2021-Act. |          |       |
| Total                | Total  | Total     | 500      | 24    |

## Palmarés

### Títulos estaduales
| Título                 | Equipo      | Estado         | Año  |
| ---------------------- | ----------- | -------------- | ---- |
| Campeonato Catarinense | Figueirense | Santa Catarina | 2014 |
| Campeonato Catarinense | Figueirense | Santa Catarina | 2015 |

### Títulos nacionales
| Título           | Equipo                    | País  | Año     |
| ---------------- | ------------------------- | ----- | ------- |
| Primera División | C.S.D. Colo-Colo          | Chile | 2007-C  |
| Primera División | C.S.D. Colo-Colo          | Chile | 2008-C  |
| Primera División | C.S.D. Colo-Colo          | Chile | 2009-C  |
| Copa Chile       | C.D. Universidad Católica | Chile | 2011    |
| Primera División | Universidad de Chile      | Chile | 2012-A  |
| Copa Chile       | Universidad de Chile      | Chile | 2012-13 |
| Primera División | Universidad de Chile      | Chile | 2014-A  |
| Copa Chile       | Universidad de Chile      | Chile | 2015    |